# Линия Восьмой авеню, Ай-эн-ди

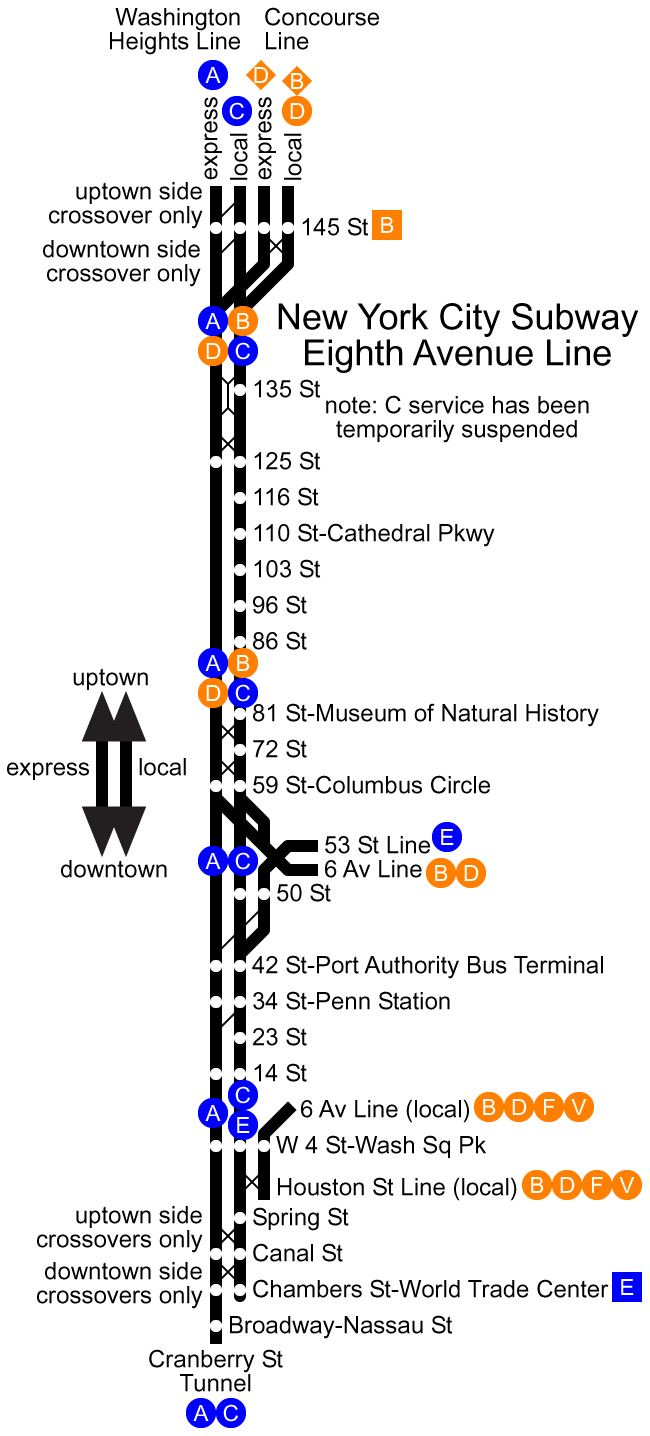
Схема маршрутов

Eighth Avenue Line (линия Восьмой авеню, также известна как Central Park West Line) — линия дивизиона IND метрополитена Нью-Йорка.
Линия проходит по острову Манхэттен с севера на юг, 2 последних станции, относящиеся к линии, находятся в Бруклине.
Линия обслуживается маршрутами: A (круглосуточно), B (в будни днём и вечером до 23:00), C (круглосуточно, кроме ночи), D (круглосуточно) и E (круглосуточно). Линия считается «стволовой»: маршруты A, C и E, проходящие по ней, обозначаются синим цветом.
От 207-й до 175-й улицы линия двухпутная (используется только маршрутом А), далее четырёхпутная до Чеймберс-стрит, на станциях Фултон-стрит и Хай-стрит, как и в туннелях Fulton Street Tunnels под Ист-Ривер, два пути, на станции Джей-стрит снова четыре пути, так как линия соединяется с линией Шестой авеню (маршрут F).

## Список станций
Проходящие по линии маршруты в зависимости от дня недели и времени суток
| 135-я улица — 59-я улица — Колумбус-Серкл | День + вечер | Выходные | Ночь |
| ----------------------------------------- | ------------ | -------- | ---- |
| Экспресс-пути                             | A · D        | A · D    | D    |
| Локальные пути                            | (до 23:00)   | C        | A    |

| 42-я улица — Автовокзал Портового управления — Уэст Четвёртая улица — Вашингтон-сквер | День + вечер + выходные | Ночь  |
| ------------------------------------------------------------------------------------- | ----------------------- | ----- |
| Экспресс-пути                                                                         | A                       | —     |
| Локальные пути                                                                        | C · E                   | A · E |

| Всемирный торговый центр | Круглосуточно |
| ------------------------ | ------------- |
| Локальные пути           | E             |

| Чеймберс-стрит — Хай-стрит | День + вечер + выходные | Ночь |
| -------------------------- | ----------------------- | ---- |
| Локальные пути             | A · C                   | A    |

| Условные обозначения |
| для дней и часов работы маршрутов (более точно указано во всплывающих подсказках при этих обозначениях): |
| --- |
| круглосуточно круглосуточно, кроме ночи круглосуточно, кроме будней днём (либо часов пик) в пиковом направлении в будни днём (и, возможно, вечером) в будни круглосуточно в часы пик в будни днём (либо в часы пик) в пиковом направлении в будни днём (либо в часы пик) в направлении, обратном пиковому в выходные ночью ночью и в выходные (и, возможно, вечером) нет движения поездов |

| автовокзал Моста Джорджа Вашингтона[англ.] |

| 1 — круглосуточно · 1 — круглосуточно | 168-я улица |

| B — в будни днём и вечером до 23:00 · B — в будни днём и вечером до 23:00 · D — круглосуточно · D — круглосуточно |

|  |  | |
|  |  | B — в будни днём и вечером до 23:00 · B — в будни днём и вечером до 23:00 · D — круглосуточно · D — круглосуточно |
|  |  | |

| 1 — круглосуточно · 1 — круглосуточно · 2 — ночью · 2 — ночью | 59-я улица — Колумбус-Серкл |

|  |  | |
|  |  | B — в будни днём и вечером до 23:00 · B — в будни днём и вечером до 23:00 · D — круглосуточно · D — круглосуточно |
|  |  | |

| E — круглосуточно · E — круглосуточно |

|  |  |                                       |
|  |  | E — круглосуточно · E — круглосуточно |
|  |  |                                       |

| 1 — круглосуточно · 1 — круглосуточно · 2 — круглосуточно · 2 — круглосуточно · 3 — круглосуточно · 3 — круглосуточно | Таймс-сквер — 42-я улица  |
| 7 — круглосуточно · 7 — круглосуточно · <7> — в часы пик в пиковом направлении · <7> — в часы пик в пиковом направлении | Таймс-сквер               |
| N — круглосуточно · N — круглосуточно · Q — круглосуточно · Q — круглосуточно · R — круглосуточно, кроме ночи · R — круглосуточно, кроме ночи · W — в будни днём и вечером до 23:00 · W — в будни днём и вечером до 23:00                                                                             | Таймс-сквер — 42-я улица  |
| S (челнок 42-й улицы) — круглосуточно, кроме ночи · S (челнок 42-й улицы) — круглосуточно, кроме ночи | Таймс-сквер               |
| 7 — круглосуточно · 7 — круглосуточно · <7> — в часы пик в пиковом направлении · <7> — в часы пик в пиковом направлении | Пятая авеню               |
| B — в будни днём и вечером до 23:00 · B — в будни днём и вечером до 23:00 · D — круглосуточно · D — круглосуточно · F — круглосуточно · F — круглосуточно · <F> — в часы пик в пиковом направлении · <F> — в часы пик в пиковом направлении · M — в будни днём и вечером · M — в будни днём и вечером | 42-я улица — Брайант-парк |
| автовокзал Портового управления[англ.] |                           |

| Пенсильванский вокзал |

| L — круглосуточно · L — круглосуточно | Восьмая авеню |

| B — в будни днём и вечером до 23:00 · B — в будни днём и вечером до 23:00 · D — круглосуточно · D — круглосуточно · F — круглосуточно · F — круглосуточно · <F> — в часы пик в пиковом направлении · <F> — в часы пик в пиковом направлении · M — в будни днём и вечером · M — в будни днём и вечером |
| Девятая улица (PATH)[англ.] |

| автовокзал Моста Джорджа Вашингтона[англ.] |

| 1 — круглосуточно · 1 — круглосуточно | 168-я улица |

| B — в будни днём и вечером до 23:00 · B — в будни днём и вечером до 23:00 · D — круглосуточно · D — круглосуточно |

|  |  | |
|  |  | B — в будни днём и вечером до 23:00 · B — в будни днём и вечером до 23:00 · D — круглосуточно · D — круглосуточно |
|  |  | |

| 1 — круглосуточно · 1 — круглосуточно · 2 — ночью · 2 — ночью | 59-я улица — Колумбус-Серкл |

|  |  | |
|  |  | B — в будни днём и вечером до 23:00 · B — в будни днём и вечером до 23:00 · D — круглосуточно · D — круглосуточно |
|  |  | |

| E — круглосуточно · E — круглосуточно |

|  |  |                                       |
|  |  | E — круглосуточно · E — круглосуточно |
|  |  |                                       |

| 1 — круглосуточно · 1 — круглосуточно · 2 — круглосуточно · 2 — круглосуточно · 3 — круглосуточно · 3 — круглосуточно | Таймс-сквер — 42-я улица  |
| 7 — круглосуточно · 7 — круглосуточно · <7> — в часы пик в пиковом направлении · <7> — в часы пик в пиковом направлении | Таймс-сквер               |
| N — круглосуточно · N — круглосуточно · Q — круглосуточно · Q — круглосуточно · R — круглосуточно, кроме ночи · R — круглосуточно, кроме ночи · W — в будни днём и вечером до 23:00 · W — в будни днём и вечером до 23:00                                                                             | Таймс-сквер — 42-я улица  |
| S (челнок 42-й улицы) — круглосуточно, кроме ночи · S (челнок 42-й улицы) — круглосуточно, кроме ночи | Таймс-сквер               |
| 7 — круглосуточно · 7 — круглосуточно · <7> — в часы пик в пиковом направлении · <7> — в часы пик в пиковом направлении | Пятая авеню               |
| B — в будни днём и вечером до 23:00 · B — в будни днём и вечером до 23:00 · D — круглосуточно · D — круглосуточно · F — круглосуточно · F — круглосуточно · <F> — в часы пик в пиковом направлении · <F> — в часы пик в пиковом направлении · M — в будни днём и вечером · M — в будни днём и вечером | 42-я улица — Брайант-парк |
| автовокзал Портового управления[англ.] |                           |

| Пенсильванский вокзал |

| L — круглосуточно · L — круглосуточно | Восьмая авеню |

| B — в будни днём и вечером до 23:00 · B — в будни днём и вечером до 23:00 · D — круглосуточно · D — круглосуточно · F — круглосуточно · F — круглосуточно · <F> — в часы пик в пиковом направлении · <F> — в часы пик в пиковом направлении · M — в будни днём и вечером · M — в будни днём и вечером |
| Девятая улица (PATH)[англ.] |

|  |

|  |  |

|  |

|  |  |

| Станция                                     | Доступ для людей с ограниченными возможностями | Тип (по данным MTA) | Пути у платформ | Дата открытия    | Маршруты                              | Пересадки                                         |
| ------------------------------------------- | ---------------------------------------------- | ------------------- | --------------- | ---------------- | ------------------------------------- | ------------------------------------------------- |
| Всемирный торговый центр                    | Доступность для маломобильных групп населения  | подземная           | все             | 10 сентября 1932 | E — круглосуточно · E — круглосуточно | \| Все станции в этой рамке связаны пересадкой \| |
| Линия заканчивается                         |                                                |                     |                 |                  |                                       |                                                   |
| Все станции в этой рамке связаны пересадкой |                                                |                     |                 |                  |                                       |                                                   |

| Все станции в этой рамке связаны пересадкой |

| 2 — круглосуточно · 2 — круглосуточно · 3 — круглосуточно, кроме ночи · 3 — круглосуточно, кроме ночи                                                             | Парк-Плейс      |
| N — ночью · N — ночью · R — круглосуточно, кроме ночи · R — круглосуточно, кроме ночи · W — в будни днём и вечером до 23:00 · W — в будни днём и вечером до 23:00 | Кортландт-стрит |
| Всемирный торговый центр (PATH)[англ.] |                 |

| 2 — круглосуточно · 2 — круглосуточно · 3 — круглосуточно, кроме ночи · 3 — круглосуточно, кроме ночи               | Фултон-стрит |
| 4 — круглосуточно · 4 — круглосуточно · 5 — круглосуточно, кроме ночи · 5 — круглосуточно, кроме ночи               | Фултон-стрит |
| J — круглосуточно · J — круглосуточно · Z — в часы пик в пиковом направлении · Z — в часы пик в пиковом направлении | Фултон-стрит |
| Всемирный торговый центр (PATH)[англ.]                                                                              |              |

| \| \| \| \| \| \|                                                                                     |
| A — круглосуточно · A — круглосуточно · C — круглосуточно, кроме ночи · C — круглосуточно, кроме ночи |
| |
| |
| |

|  |
|  |
|  |

| 2 — круглосуточно · 2 — круглосуточно · 3 — круглосуточно, кроме ночи · 3 — круглосуточно, кроме ночи                                                             | Парк-Плейс      |
| N — ночью · N — ночью · R — круглосуточно, кроме ночи · R — круглосуточно, кроме ночи · W — в будни днём и вечером до 23:00 · W — в будни днём и вечером до 23:00 | Кортландт-стрит |
| Всемирный торговый центр (PATH)[англ.] |                 |

| 2 — круглосуточно · 2 — круглосуточно · 3 — круглосуточно, кроме ночи · 3 — круглосуточно, кроме ночи               | Фултон-стрит |
| 4 — круглосуточно · 4 — круглосуточно · 5 — круглосуточно, кроме ночи · 5 — круглосуточно, кроме ночи               | Фултон-стрит |
| J — круглосуточно · J — круглосуточно · Z — в часы пик в пиковом направлении · Z — в часы пик в пиковом направлении | Фултон-стрит |
| Всемирный торговый центр (PATH)[англ.]                                                                              |              |

| \| \| \| \| \| \|                                                                                     |
| A — круглосуточно · A — круглосуточно · C — круглосуточно, кроме ночи · C — круглосуточно, кроме ночи |
| |
| |
| |

|  |
|  |
|  |